# Peryton (Astronomie)
Perytons sind in der Radioastronomie kurze Radiosignale mit einer Länge von wenigen Millisekunden, die wahrscheinlich ausschließlich terrestrischen Ursprungs sind. Die Perytons sind benannt nach Fabelwesen.
In der Radioastronomie sind terrestrische Störsignale stets ein Problem. Wahrscheinlich werden diese Signale über Nebenkeulen der Antenne eingefangen. Die Perytons treten in großen Höhen über dem Horizont auf und zeigen keine Frequenzdispersion im Gegensatz zu den nahe verwandten Fast Radio Bursts. Perytons treten häufig als eine Abfolge von periodischen Bursts auf. Als Entstehungsmechanismen wurden eine Rekombination von drei Ladungsträgern oder die Synchrotronstrahlung eines zerfallenden Magnetfelds diskutiert.
Als potentielle Quellen von Perytons gelten:
- Signale aus Flugzeugen
- Blitze in der Ionosphäre
- Sonneneruptionen
- Terrestrische Gammablitze
- Narrow Bipolar Puls. Dabei handelt es sich elektrische Entladungen zwischen Wolken in großen Höhen mit einer Leistung von einigen hundert Gigawatt

Die bisher einzige nachgewiesene Quelle von Perytons sind handelsübliche Mikrowellenherde. Beim Öffnen eines sich im Betrieb befindlichen Geräts löst die Sicherheitsabschaltung erst nach einigen Millisekunden aus. Die in dieser Zeit austretende Mikrowellenstrahlung wird unter Umständen von den empfindlichen Antennen als Signal aufgefangen, wie Forscher am australischen Parkes-Observatorium nachweisen konnten. Unklar ist allerdings, ob dies die einzige Ursache für Perytons ist.